# Ruislip Gardens (London Underground)

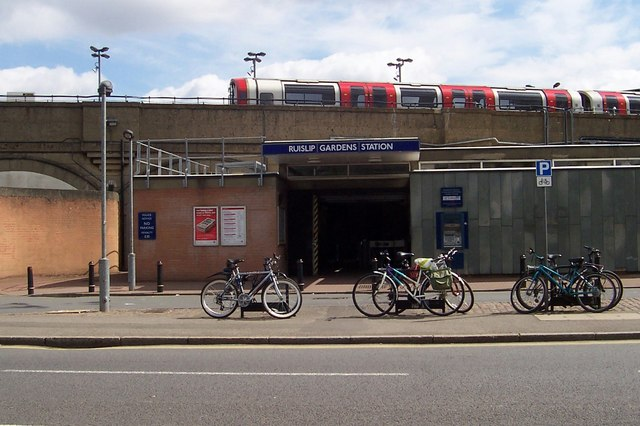
Stationsgebäude

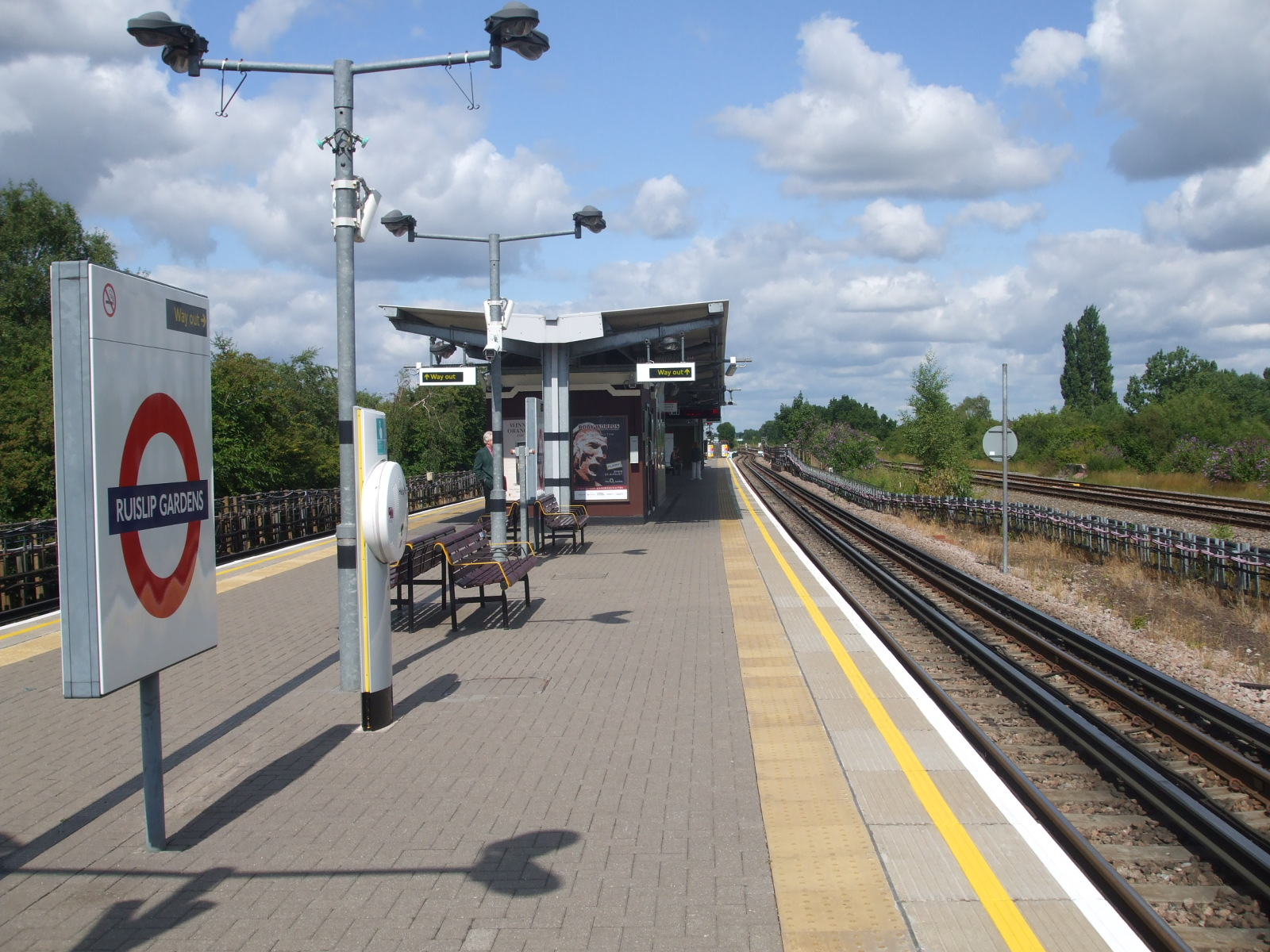
Bahnsteig

Ruislip Gardens ist eine oberirdische Station der London Underground im Stadtbezirk London Borough of Hillingdon. Sie liegt in der Travelcard-Tarifzone 5 an der West End Road. Im Jahr 2013 nutzten 1,00 Millionen Fahrgäste die von der Central Line bediente Station. In der Nähe liegt die Luftwaffenbasis RAF Northolt, rund einen Kilometer westlich einer der Betriebswerkstätten der Central Line.
Die Station besitzt einen Inselbahnsteig. Die Endstation einiger Züge, die zu oder von der Betriebswerkstatt fahren, befindet sich hier anstatt in West Ruislip. Bei der Betriebswerkstatt zweigt ein einzelnes Gleis ab, das über eine Spitzkehre zur Strecke der Metropolitan Line bei Ickenham führt; dieses wird jedoch nur bei wenigen Rangiervorgängen befahren. Züge der Bahngesellschaft Chiltern Railways passieren South Ruislip ohne Halt auf parallel zur Underground verlaufenden Gleisen.
1906 erbauten die Great Western Railway und die Great Central Railway gemeinsam die Great Western and Great Central Joint Railway (GW&GCJR), eine Eisenbahnstrecke in Richtung High Wycombe. Am 9. Juli 1934 wurde ein Haltepunkt eröffnet. Im Rahmen des 1935 beschlossenen New Works Programme des London Passenger Transport Board wurde nach dem Ende des Zweiten Weltkriegs eine zusätzliche Doppelspur entlang der GW&GCJR verlegt, um den U-Bahn-Betrieb zwischen North Acton und West Ruislip zu ermöglichen. Die Central Line befuhr die Strecke ab dem 21. November 1948. Züge von British Rail hielten hier letztmals im Jahr 1958, anschließend wurden der überzählige Bahnsteig abgerissen.
Der Poet John Betjeman verewigte die Station in seinem Gedicht Middlesex:
„Gaily into Ruislip Gardens runs the red electric train…“ (Fröhlich fährt der rote elektrische Zug in Ruislip Gardens ein…)